# ألتافيلا فيسينتينا
ألتافيلا فيسينتينا (بالإيطالية: Altavilla Vicentina)‏ هي مدينة وبلدية في مقاطعة فشنزة في منطقة فنيتة، شمال إيطاليا. تقع جنوب غرب فشنزة.